# Saint-Sauvier
Saint-Sauvier település Franciaországban, Allier megyében. Lakosainak száma 324 fő (2022. január 1.). Saint-Sauvier Archignat, Chambérat, Mesples, Saint-Palais, Treignat, Leyrat és Saint-Pierre-le-Bost községekkel határos.

## Népesség
A település népessége az elmúlt években az alábbi módon változott:
| Lakosok száma | 616  | 441  | 377  | 337  | 356  | 360  | 348  | 338  | 333  | 324  |
|               | 1968 | 1982 | 1990 | 2006 | 2013 | 2015 | 2017 | 2019 | 2020 | 2022 |